# Pic del Remei (serra del Negrete)
|  | No s'ha de confondre amb Pic del Remei (Xelva). |

El pic del Remei (en castellà Pico del Remedio) és un cim de 1.306 metres sobre el nivell de la mar situat a la serra del Negrete, del qual és la cota més elevada, al municipi d'Utiel (comarca de la Plana d'Utiel, País Valencià).
Com tota la serra, el pic s'alça sobre una base rocosa pertanyent a l'era juràssica que, a causa de l'erosió de l'aigua i el vent principalment sobre les calcàries i les dolomies que el componen, ha fet de la Serra del Negrete i del Pic del Remei una zona de relleu càrstic escarpat.
L'ermitori de la Verge del Remei, patrona d'Utiel, es situa als peus del pic (a 1.090 m.) i li dóna nom al paratge i muntanya, tot i que a la cartografia de l'Institut Cartogràfic Nacional espanyol es refereix a la muntanya com a Cerro del Trullo. A dalt del cim es localitzen diverses antenes de telecomunicacions i un punt de vigilància per a la prevenció d'incendis forestals.